# Клермон-Тоннер, Франсуа де (епископ)
Франсуа де Клермон-Тоннер (фр. François de Clermont-Tonnerre; ок. 1629, Париж — 15 февраля 1701, Париж) — 92-й граф-епископ Нуайона, 34-й пэр Франции.

## Биография
Третий сын графа Франсуа де Клермон-Тоннера, генерального наместника Бургундии, и Мари Винье.
Обучался в Париже у иезуитов, затем получил в Сорбонне докторскую степень и стал преподавателем. Аббат Сен-Мартен-де-Тоннера и Сен-Мартен-де-Лана. В 1661 году назначен епископом и 2 октября рукоположен руанским архиепископом Франсуа Арле де Шанваллоном. 14 февраля 1662 присутствовал на заседании Парламента в качестве пэра Франции. В 1695 году председательствовал на ассамблее духовенства.
В 1691 году был назначен Людовиком XIV на должность государственного советника, как пэр занимал место выше дуайена совета. 1 января 1696 пожалован в командоры ордена Святого Духа.
В 1694 году был избран в члены Французской академии. По утверждению герцога де Сен-Симона, это избрание было устроено королем с целью позабавиться, поскольку Людовика «потешало его тщеславие, заставлявшее его во всем видеть знаки отличия и почтения, так что целой книги не хватило бы для описания последствий этого всепоглощающего чувства».

Во Французской академии в связи со смертью одного из ее членов оказалось свободное место, и Король выразил желание, чтобы занял его епископ Нуайона. Он даже приказал Данжо, являвшемуся членом Академии, от его имени объясниться по этому поводу с академиками, чего ранее никогда еще не случалось. Епископ, претендовавший на великую ученость, был в восторге и даже не заметил, что Король просто хотел повеселиться. Само собой разумеется, что прелат, не прилагая к тому никаких усилий, получил все голоса, и Король высказал желание, чтобы Месье Принц и весь цвет придворной знати присутствовали на церемонии его приема в Академию. Таким образом сей прелат, никогда ранее и не помышлявший об академических лаврах, стал первым избранным в Академию по указанию Короля. Более того, Король впервые лично пригласил гостей на церемонию приема.— Сен-Симон, Л. де, герцог. Мемуары. 1691—1701. — С. 156
Клермон-Тоннер, претендовавший на великую ученость, выражал свои мысли очень сумбурно, и его вступительная речь 13 декабря позабавила присутствующих. Директор академии аббат де Комартен произнес заранее подготовленную речь, в которой тонко высмеял стиль изложения епископа. Тот по своей наивности не понял, что над ним издевались, тогда архиепископ Парижский, испытывавший к Клермон-Тоннеру неприязнь, открыл ему глаза. Обиженный епископ принес жалобу королю и Людовик, посчитавший, что шутка зашла слишком далеко, распорядился выслать Комартена в его имение в Бретани. Аббату все удалось остаться в Париже и епископ с проклятиями вернулся в Нуайон.

Здесь следует сказать, что вскоре после возвращения в Париж епископ так тяжело заболел, что даже соборовался. А перед этим послал за аббатом де Комартеном, сказал ему, что прощает его, поцеловал и, сняв с пальца прекрасный бриллиант, отдал ему и просил носить в память о нем. А когда поправился, то сделал все от него зависящее, чтобы вернуть Комартену милость Короля. Он до конца жизни добивался этого с упорством и жаром и приложил неимоверные усилия, чтобы аббат получил сан епископа. Однако выходка аббата окончательно погубила его в глазах Короля, а епископ своим благородным поступком заслужил уважение людей в этой жизни и упование на милость Господню — в иной.— Сен-Симон, Л. де, герцог. Мемуары. 1691—1701. — С. 159
В качестве члена академии Клермон-Тоннер учредил поэтическую премию в размере трех тысяч франков для произведений, прославляющих Людовика. Погребен в кафедральном соборе Нуайона.

## Сочинения и публикации
Епископ опубликовал ряд произведений.
- Histoire des sains de la maison de Tonnerre et de Clermont (История святых из дома Тоннер и Клермон). — P., 1698, in-12. Составлена президентом Кузеном по мемуару, предоставленному Клермон-Тоннером
- Statuts synodaux (Синодальные статуты). — St.-Quentin, 1667, in-8°, 1677, in-8°, 1680, in-4°
- Ordonnannces synodales (Синодальные ордонансы). — Noyon, 1698, in-12
- Commentaire mystique et moral sur l'Ancien Testament (Мистический и моральный комментарий на Ветхий Завет). Не успел закончить рукопись